# Gora Chichagova
Gora Chichagova (englische Transkription von russisch Гора Чичагова Gora Tschitschagowa) ist ein Nunatak im ostantarktischen Mac-Robertson-Land. Er ragt westlich des Mount McGregor am südwestlichen Ende des Thomson-Massivs in der Aramis Range der Prince Charles Mountains auf.
Russische Wissenschaftler benannten ihn. Der weitere Benennungshintergrund ist nicht überliefert. Wahrscheinlicher Namensgeber ist der russische Admiral und Polarforscher Wassili Tschitschagow (1726–1809).